# داغر جاسم كاظم
داغر جاسم كاظم شبيب الموسوي، (5 يوليو 1963- 16 فبراير 2019) كان سياسياً عراقياً معارضاً لنظام حكومة حزب البعث العربي الاشتراكي وسياسات رئيس جمهورية العراق صدام حسين وخصوصاً موقف الحرب العراقية الإيرانية (1980-1988). شغل منصب الأمين العام لحركة سيد الشهداء المنضوية تحت قائمة التحالف الوطني، والتي تغير اسمها إلى حركة الجهاد والبناء، وشغل منصب عضو مجلس النواب العراقي في دورته الأولى من عام 2005 إلى 2010 عن محافظة المثنى.، وعضو مجلس محافظة البصرة، ومستشار رئيس الجمهورية لشؤون العشائر.

## قائد اللواء السابع في الحشد الشعبي
وفي عام 2014 ترك العمل السياسي بعد إصدار المرجع الديني الأعلى للشيعة آية الله العظمى السيد علي السيستاني فتوى الجهاد الكفائي للتصدي لتنظيم الدولة الإسلامية في العراق والشام (داعش)،  وبتأريخ 26 يونيو 2014 أسس اللواء السابع – لواء المنتظر- المنضوي تحت إمرة قيادة الحشد الشعبي ليكون آمراً له حتى وفاته بحادث سير على طريق ذي قار - البصرة بتأريخ 16 فبراير 2019، وحققت قيادته للواء السابع انتصارات مهمة في عمليات تحرير مناطق جرف الصخر في محافظة بابل، واليوسفية الواقعة جنوب العاصمة بغداد، والنباعي ومكيشيفة وسامراء وفك حصار مدينة بلد في محافظة صلاح الدين، ومحاصرة وتطويق مدينة تكريت مركز محافظة صلاح الدين، ومنطقة الحضر في محافظة نينوى، ومسك الأرض في منطقة الحدود العراقية السورية، إضافة إلى بسط اليد على منطقة الثرثار الحيوية في محافظة الأنبار، وتسلم إمرةَ اللواء السابع من بعد وفاته شقيقُه السيد جابر جاسم كاظم الموسوي.

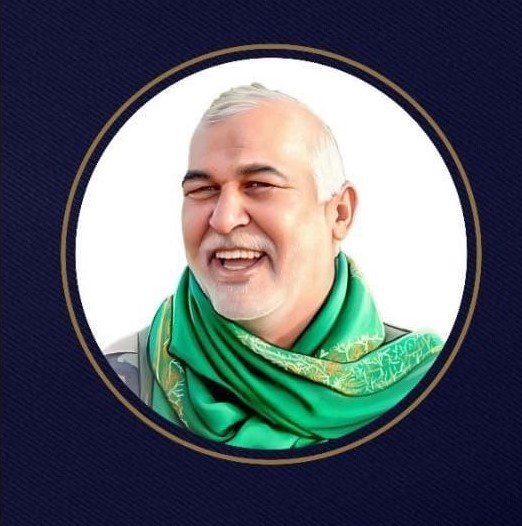
السيد داغر جاسم الموسوي: عضو مجلس النواب، مستشار رئيس الجمهورية لشؤون العشائر، وآمر سابق للواء السابع في الحشد الشعبي

## عمله خلال فترة المعارضة
إنضم في الثمانينيات إلى فيلق 9 بدر المناويء للحكومة العراقية آنذاك أو ما يعرف بـمنظمة بدر في منفاه بايران ليعمل مع رئيس المجلس الاعلى للثورة الاسلامية في العراق آية الله السيد محمد باقر الحكيم أواسط الثمانينيات، وكان يتردد بين المناطق الحدودية في مناطق الاهوار ما بين إيران والعراق وتحديدا ضمن حدود مسقط رأسه بمحافظة البصرة، وقد تعرض للملاحقة من اجهزة الأمن العراقية ما جعله يذهب متخفياً لفترة في محافظة كربلاء، وبعد اندلاع الانتفاضة الشعبانية عام 1991 شارك فيها. ومع قمع الحكومة العراقية للانتفاضة عاود الرجوع إلى إيران والعمل ضمن المعارضة مجدداً ضد حكومة صدام حسين آنذاك.